# Alpebach
Der Alpebach ist ein 9,5 km langer, rechter Nebenfluss der Wiehl in Nordrhein-Westfalen, Deutschland. 

## Geographie

### Verlauf
Der Bach entspringt etwa 500 m nördlich von Dorn auf einer Höhe von 330 m ü. NHN. Zunächst nach Süden abfließend, passiert der Bach das schon erwähnte Dorn am westlichen Ortsrand. Hier wendet sich der Alpebach nach Südwesten und fließt südlich von Alpe und nördlich von Hunsheim Richtung Marienhagen. Vor erreichen der Ortschaft wendet sich der Lauf jedoch nach Süden, durchfließt Alpermühle um sich anschließend wieder mehr nach Westen zu wenden. In südwestlicher Richtung fließend passiert der Bach Alpe. Unterhalb der Ortschaft fließt der Bach in westliche Richtungen an Dahl und Mühlhausen vorbei um bei Alperbrück auf 174 m ü. NHN rechtsseitig in die Wiehl zu münden.
Der Alpebach entwässert ein 13,351 km² großes Einzugsgebiet über Wiehl, Agger, Sieg und Rhein zur Nordsee. Bei einem Höhenunterschied von 156 m zwischen Quelle und Mündung beträgt das mittlere Sohlgefälle 16,4 ‰.

### Nebenflüsse
Im Folgenden werden die Nebenflüsse des Alpebachs genannt. Die Nennung erfolgt in der Reihenfolge von der Quelle bis zur Mündung.
| Name                               | Stat. in km | Lage   | Länge in km | EZG in km² | Mündungshöhe in m ü. NHN | GKZ       |
| ---------------------------------- | ----------- | ------ | ----------- | ---------- | ------------------------ | --------- |
| N.N.                               | 8,374       | rechts | 0,9         |            | 287                      | 272848 12 |
| Burenbach (im Oberlauf Eichsiefen) | 7,268       | rechts | 1,7         | 1,089      | 269                      | 272848 2  |
| Hunsheimer-Bach                    | 7,028       | links  | 2,2         | 1,342      | 263                      | 272848 4  |
| Merkauser Siefen                   | 6,583       | rechts | 1,1         |            | 258                      | 272848 52 |
| Heegesiefen                        | 6,274       | rechts | 1,5         |            | 253                      | 272848 54 |
| Bormichssiefen                     | 5,126       | links  | 1,1         | 0,738      | 232                      | 272848 6  |
| Kumpssiefen                        | 4,867       | rechts | 0,5         |            | 228                      | unbekannt |
| Jübergssiefen                      | 4,573       | links  | 0,6         |            | 226                      | unbekannt |
| Scherbuschsiefen                   | 4,282       | rechts | 1,2         |            | 225                      | 272848 72 |
| Conradssiefen                      | 4,069       | links  | 0,5         |            | 220                      | unbekannt |
| Dammsiefen                         | 3,890       | links  | 0,4         |            | 216                      | unbekannt |
| Kleyssiefen                        | 3,224       | rechts | 1,4         | 0,762      | 209                      | 272848 8  |
| N.N.                               | 1,745       | rechts | 1,2         |            | 197                      | 272848 96 |
| N.N.                               | 1,061       | rechts | 1,2         |            | 189                      | 272848 98 |